# Евангелизам
Евангелизам, еванђеоско хришћанство, или евангелички протестантизам је светски транс-конфесионални покрет унутар протестантског хришћанства који одржава веровање да се суштина Јеванђеља састоји од доктрине спасења само по благодати, искључиво кроз веру у Исусово спасење. Евангеличари верују у централну улогу обраћења или искуство „поновног рођења“ у примању спасења, у ауторитет Библије као Божјег откривења човечанству и ширење хришћанске поруке. Покрет је дуго био присутан у Англосфери пре него што се проширио даље у 19, 20. и почетком 21. века.
Његово порекло се обично води до 1738. године, при чему разни теолошки токови доприносе његовом оснивању, укључујући пијетизам, пуританизам, квекеризам, презбитеријанизам и моравијанизам (посебно његовог бискупа Николе Зинзендорфа и његова заједница у Хернхуту). Превасходно, Џон Весли и други рани методисти били су у корену подстицања овог новог покрета током Првог великог буђења. Данас се евангелисти налазе у многим протестантским гранама, као и у разним деноминацијама које нису подведене под одређену грану. Међу вођама и главним личностима евангеличког протестантског покрета били су Џорџ Фокс, Џон Весли, Џорџ Вајтфилд, Џонатан Едвардс, Били Грејам, Бил Брајт, Харолд Окенга, Џон Стот и Мартин Лојд-Џонс. Покрет је добио велики замах током 18. и 19. века Великим буђењима у Великој Британији и Сједињеним Државама.

## Реформација
У доба реформације, под њим се подразумевало прихватање аугзбуршког исповедања вере, за разлику од припадања католицизму или реформисаним црквама. Такво значење појма је и даље на снази у Европи и јавља се у службеним називима многих лутеранских цркава. У 18. веку, као евангелисти су били познати они који су били наклоњени протестантској енглеској цркви, као и они међу неконформистима који су ове подржавали. Енглески евангелисти су наглашавали значај Светог писма, потребу за очувањем вере, потребу за високим личним моралом и заступничко искупљење.

## Америка и Енглеска
У Америци 19. века, појам еванђеоски се односио на оне цркве које су заступале идеје препорода, пробуђења (ревивализам). Сматрало се да ове цркве имају много заједничког и њихове вође су се надале да ће један еванђеоски уједињени фронт помоћи да Америка постане стварно хришћанска земља.
У Енглеској су 1846. противници англо-римокатоличког покрета остварили међусобну сарадњу на нивоу Евангелистичког савеза. Савез је потврдио исповедање вере у девет тачака, где се помињало и надахнуће Светим писмом, заступничко искупљење, затим Света Тројица, као и грехопад и изопаченост човечанства. Јединство које се развијало међу евангелистичким црквама почетком века почело је да се осипа под ударцима дарвинизма, критицизма и индустријализације.

## Покрети
Различите цркве су различито реаговале на ове изазове и класични евангелистички покрет се расцепио на либерале, конзервативце и тзв. покрет друштвеног јеванђеља. Четрдесетих година 20. века почео је да се рађа нов еванђеоски покрет и то у крилу напреднијег дела америчког фундаментализма, који је с временом постао отворенији према свету и црквеном предању. Сазревањем фундаменталистичке теологије, конзервативне цркве у Америци почеле су да се развијају и та тенденција је и данас евидентна.
Еванђеоски покрет у локалним црквама дао је свој допринос формирању и јачању ванконгрегационалних институција. Већ 1970. еванђеоски покрет је постао главна снага америчког протестантизма. Нове еванђеоске цркве су постале најбрже растућа верска заједница у САД.